# 伊藤順子
伊藤 順子（いとう じゅんこ、1954年 - ）は、アメリカ合衆国の言語学者。専門は音韻論。現在、カリフォルニア大学サンタクルーズ校教授。日本語音韻論の代表的な研究者の一人。Natural Language and Linguistic Theoryの編集者を勤めた経験もある。父親は伊藤の補題で知られる数学者の伊藤清。

## 経歴
- 1979年 - 国際基督教大学より学位(B.A., Liberal Arts) を取得。
- 1986年 - マサチューセッツ大学よりPh.D.（言語学）。
- 1987年〜1992年 - カリフォルニア大学サンタクルーズ校助教授就任。
- 1992年〜2006年 - カリフォルニア大学サンタクルーズ校准教授就任。
- 1996年 - カリフォルニア大学サンタクルーズ校教授就任。

## 研究
研究トピックは音韻論の様々なトピックにわたり、日本語、ドイツ語、オランダ語の研究で知られる。博士論文によって提唱された音節に関わる理論（coda condition)は未だに多くの論文に引用される。
最近では、アーミン・メスターとともに、日本語の連濁や語彙層、不透明性、韻律形態論、統語論と音韻論のかかわり、韻律階層などを最適性理論の枠組みで分析したものが多い。